# Seventy-Six Township (comté de Muscatine, Iowa)
Seventy-Six Township est un township du comté de Muscatine en Iowa, aux États-Unis,.
Le township est fondé en 1853. Son nom Seventy-six township, en français : township soixante-seize, vient de sa description : « township 76 Nord de la rangée 3 Ouest ».

## Source de la traduction
- (en) Cet article est partiellement ou en totalité issu de l’article de Wikipédia en anglais intitulé « Seventy-Six Township, Muscatine County, Iowa » (voir la liste des auteurs).